# لوئیجی دی کانیو
لوئیجی دی کانیو (ایتالیایی: Luigi De Canio؛ زادهٔ ۲۶ سپتامبر ۱۹۵۷) بازیکن فوتبال سابق و مربی فوتبال فعلی، اهل ایتالیا است.
از باشگاه‌هایی که در آن بازی کرده‌است می‌توان به ماترا کالچو، باشگاه فوتبال سالرنیتانا، و باشگاه فوتبال لیورنو اشاره کرد.